# Republiken South Carolina
Republiken South Carolina var en republik i Nordamerika som bildades den 20 december 1860 då South Carolina lämnade USA och upplöstes den 8 februari 1861, då man uppgick i Amerikas konfedererade stater.
Det var på ett möte i Columbia som man med röstsiffrorna 169-0 beslutade sig för att lämna USA. Man antog South Carolinas flagga som flagga.

### Fotnoter
1. ↑  ”South Carolina” (på engelska). World Statesmen. http://www.worldstatesmen.org/US_states_S-U.html#South-Carolina. Läst 9 november 2015.